# Ontología jurídica
La ontología jurídica es la rama de la filosofía del derecho encargada de fijar el ser del derecho, es decir, cuál será el objeto sobre el que se va a filosofar. Nótese que este objeto es anterior al conocimiento que se le aplica, es decir, tiene una realidad propia antes de ser estudiado. La ontología jurídica obtendrá un concepto del derecho que servirá como base para una reflexión filosófica posterior.
¿Qué es lo jurídico, entonces, en una relación interhumana?: Es la relación interhumana de justicia entre ambos; relación entre individuos, grupos, estratos, estamentos, clases sociales o de pueblos enteros; relaciones étnicas de justicia, relaciones antropológicas de justicia interhumana etc. ¿Cuál es la característica de esta relación "justa"?: Es una relación de equidad, pero no de una equidad abstracta, sino objetiva, concreta entre las facultades y las obligaciones jurídicas. Las facultades jurídicas son correlativas a las obligaciones de las que surgen, de las que emergen en su cumplimiento, y su validez consiste en el apego a las obligaciones de las que surgieron, de las que son correlativas. De ahí la importancia de estudiar el fenómeno de correlación entre la facultad jurídica y la obligación (de fuerte tradición romana: "obligatio est juris vinculum...").
- Datos: Q6051093